# Gerhard Menzel
Gerhard Menzel (né le 29 septembre 1894 à Waldenburg, mort le 4 mai 1966 à Comano) est un écrivain et scénariste allemand.

## Biographie
Son père est propriétaire d'un cinéma. Après son abitur, il devient employé de banque et étudie la musique. Entre 1916 et 1918, il est soldat sur le front.
Après la guerre, il redevient employé de banque. De 1922 à 1925, il tient une bijouterie à Waldenburg. En 1925, il achète une salle de cinéma à Boguszów-Gorce où il joue lui-même de l'harmonium pour accompagner les films muets.
Dans le même temps, il s'essaie à l'écriture. En 1927, il reçoit le Prix Kleist pour le drame de guerre Toboggan. Il se consacre alors à la littérature et écrit plusieurs pièces de théâtre.
En octobre 1933, il fait partie des 88 signataires du manifeste Gelöbnis treuester Gefolgschaft qui soutient Adolf Hitler.
Cependant il se fait connaître comme scénariste. Pour Morgenrot, il héroïse la guerre des sous-marins lors de la Première Guerre mondiale d'après le récit d'Edgar von Spiegel von und zu Peckelsheim. Menzel, qui vit à Vienne en 1939, écrit le film de propagande nazie Heimkehr. Il travaille notamment avec le réalisateur Gustav Ucicky.
Après le Troisième Reich, il continue comme scénariste et écrit Confession d'une pécheresse qui suscite la polémique.

## Œuvre
- 1928 : Fern-Ost (pièce)
- 1928 : Tobbogan (Drama)
- 1931 : Bork (pièce)
- 1932 : Wieviel Liebe braucht der Mensch?
- 1933 : Flüchtlinge. Erlebnis der Heimat in fernen Ländern (Roman)
- 1933 : Was werden wir dann tun? (deux nouvelles)
- 1933 : Liebhabertheater (comédie)
- 1936 : Appassionata (pièce)
- 1937 : Scharnhorst (pièce)
- 1937 : Die Fahrt der Jangtiku
- 1940 : Der Unsterbliche (pièce)
- 1940 : Zwanzig Jahre (pièce)
- 1952 : Kehr wieder, Morgenröte (roman)
- 1954 : Karlchen (roman)
- 1956 : Tauernaffäre (pièce)
- 1959 : Alexander Puschkin: Der Postmeister (pièce)

## Filmographie
- 1933 : Morgenrot
- 1933 : Les Fugitifs
- 1935 : Barcarolle
- 1935 : Das Mädchen Johanna
- 1936 : Savoy-Hotel
- 1936 : Contrebande
- 1937 : La Habanera
- 1939 : Frau im Strom
- 1939 : Une mère
- 1940 : Le Maître de poste
- 1940 : Toute une vie
- 1941 : Heimkehr
- 1941 : Schicksal
- 1942 : Wien 1910
- 1942 : Späte Liebe
- 1943 : Am Ende der Welt
- 1944 : Freunde
- 1944 : Ein Blick zurück (aussi réalisation)
- 1944 : Das Herz muß schweigen
- 1945 : Das Leben geht weiter (inachevé, perdu)
- 1949 : Verspieltes Leben (sous le pseudonyme de Gerd Ammeis)
- 1950 : Confession d'une pécheresse
- 1954 : Das Licht der Liebe
- 1955 : Hanussen d'O.W. Fischer et Georg Marischka'
- 1955 : Dunja
- 1956 : L'amour ne meurt jamais
- 1957 : Pour l'amour d'une reine
- 1957 : Der Edelweißkönig

## Source de la traduction
- (de) Cet article est partiellement ou en totalité issu de l’article de Wikipédia en allemand intitulé « Gerhard Menzel (Schriftsteller) » (voir la liste des auteurs).